# Diplocentrus duende
Espèce
Diplocentrus duende est une espèce de scorpions de la famille des Diplocentridae.

## Distribution
Cette espèce est endémique de l'État de Puebla au Mexique. Elle se rencontre vers Zapotitlán.

## Description
Le mâle holotype mesure 38,0 mm, les mâles mesurent de 34,8 à 39,2 mm.

## Publication originale
- Santibáñez-López & González-Santillán, 2017 : A new species of Diplocentrus (Scorpiones: Diplocentridae) with punctate pedipalp surfaces, a diagnostic character within the ‘‘mexicanus. Comptes Rendus Biologies, vol. 340, no 5, p. 279-286.